# Marjan Drnovšek
Marjan Drnovšek, slovenski zgodovinar in arhivar, * 26. november 1948, Ljubljana.

## Življenje in delo
Diplomiral je 1973 iz zgodovine in sociologije na ljubljanski Filozofski fakuteti. V letih 1972−1988 je bil zaposlen v Zgodovinskem arhivu Ljubljana, od 1988 pa na 
Inštitutu za slovensko izseljenstvo pri Znanstvenoraziskovalnem centeru Slovenske akademije znanosti in umetnosti. Objavil je več razprav s področja arhivistike, krajevne zgodovine in zgodovine izseljenstva. Uredil je nekaj znanstvenih in poljudnoznanstvenih publikacij. Leta 1986 je postal glavni urednik Kronike. Sam ali v soavtorstvu je napisal več znanstvenih in poljudnoznanstvenih članko in izdal več knjig. Leta 1986 je prejel Župančičevo nagrado., 2018 mu je bil podeljen naslov zaslužnega raziskovalca ZRC SAZU.